# Martine Andraos
Martine Tlete Andraos (1989) è una modella libanese, eletta Miss Libano 2009 il 26 giugno 2009, durante il concorso trasmesso in diretta da Beirut dal canale LBC.
Martine Andraos ha rappresentato il Libano in occasione di Miss Universo 2009, che si è tenuto a Nassau, nelle Bahamas il 23 agosto 2009 ed in seguito in occasione di Miss Mondo 2009, che si è tenuto a Johannesburg, in Sudafrica il 12 dicembre 2009.
Nel 2010 il suo posto è stato presso dalla successiva Miss Libano Rahaf Abdallah.